# Црний Поток (Топусько)
Црний Поток (хорв. Crni Potok) — населений пункт у Хорватії, в Сисацько-Мославинській жупанії у складі громади Топусько.

## Населення
Населення за даними перепису 2011 року становило 153 осіб.
Динаміка чисельності населення поселення:

## Клімат
Середня річна температура становить 10,83 °C, середня максимальна – 24,92 °C, а середня мінімальна – -5,44 °C. Середня річна кількість опадів – 1126 мм.
| Клімат поселення                              | Клімат поселення | Клімат поселення | Клімат поселення | Клімат поселення | Клімат поселення | Клімат поселення | Клімат поселення | Клімат поселення | Клімат поселення | Клімат поселення | Клімат поселення | Клімат поселення | Клімат поселення |
| Показник                                      | Січ.             | Лют.             | Бер.             | Квіт.            | Трав.            | Черв.            | Лип.             | Серп.            | Вер.             | Жовт.            | Лист.            | Груд.            |                  |
| Середній максимум, °C                         | 6,94             | 8,49             | 12,88            | 17,07            | 21,68            | 24,92            | 24,38            | 23,91            | 20,41            | 15,52            | 9,45             | 5,54             |                  |
| Середня температура, °C                       | 0,75             | 2,31             | 6,70             | 10,86            | 15,48            | 18,72            | 20,39            | 19,91            | 16,39            | 11,52            | 5,44             | 1,52             |                  |
| Середній мінімум, °C                          | −5,44            | −3,9             | 0,50             | 4,68             | 9,28             | 12,52            | 16,36            | 15,89            | 12,40            | 7,50             | 1,43             | −2,49            |                  |
| Норма опадів, мм                              | 70               | 70               | 80               | 95               | 95               | 102              | 97               | 95               | 105              | 109              | 117              | 91               |                  |
| Середньомісячна швидкість вітру, м/с          | 1.57             | 1.70             | 2.09             | 2.00             | 1.82             | 1.68             | 1.60             | 1.50             | 1.48             | 1.52             | 1.62             | 1.63             |                  |
| Середньомісячна сонячна радіація, кДж/м²·день | 4311             | 7028             | 10578            | 15063            | 19265            | 21250            | 22516            | 19551            | 14364            | 9075             | 4766             | 3534             |                  |
| --------------------------------------------- | ---------------- | ---------------- | ---------------- | ---------------- | ---------------- | ---------------- | ---------------- | ---------------- | ---------------- | ---------------- | ---------------- | ---------------- | ---------------- |
| Джерело:                                      |                  |                  |                  |                  |                  |                  |                  |                  |                  |                  |                  |                  |                  |